# Gary Kildall
Gary Kildall (né le 19 mai 1942 à Seattle, mort le 11 juillet 1994 à Monterey) est l'un des grands pionniers de la micro-informatique. Il a créé le système d'exploitation Control Program/Monitor (CP/M) ; paru en 1974 pour les ordinateurs 8 bits, il a plus tard été porté sur des ordinateurs 16 bits (CP/M-86). Plusieurs des autres caractéristiques qui sont parties intégrantes d'un ordinateur personnel aujourd'hui doivent leur origine ou l'une de leurs premières réalisations à Gary Kildall.

## Biographie

### Harold, Joe et moi
Harold, le grand-père de Gary Kildall, d'origine norvégienne, est marin sur la ligne de Seattle à Singapour. Son père, Joseph, est capitaine ; un de ses rêves est d'une machine où on entrerait les données de navigation, hop ! un tour de manivelle, et la machine sort la position du navire. Le grand-père, le père et Gary se retrouveront plusieurs fois à travailler ensemble.
Sa mère s'appelle Emma, et sa mère à elle est née en Suède. Venu au monde dans une famille qui exploite l'école de marine fondée par son grand-père, il aura toute sa vie l'amour de la mer et de l'aventure.

### Développement de CP/M
Étudiant plutôt faible, déjà « héritier présomptif » de l'école, Kildall se sent néanmoins la vocation de professeur de mathématiques. Il part étudier à l'université de Washington, y obtient une maîtrise, puis, après un retour aux études, un doctorat en informatique en 1972. Il a ensuite le choix d'aller se battre au Vietnam ou d'enseigner à la Naval Postgraduate School de la marine américaine à Monterey en Californie. Il avait l'enseignement dans le sang et continuera d'y enseigner longtemps après avoir obtenu l'aisance financière.
Kildall est l'un des premiers à voir dans les micro-ordinateurs autre chose que des machines servant à contrôler d'autres machines ; ils sont pour lui des ordinateurs à part entière. En 1974, il sort le système d'exploitation CP/M pour les processeurs Intel 8008 et 8080. CP/M est une révolution : dans le monde naissant des micro-ordinateurs, c'est le tout premier système d'exploitation qui n'est pas destiné à une marque ou un modèle particuliers ; compatible avec des ordinateurs de microprocesseurs différents, il fonctionne sur Intel 80xx, sur Zilog Z80 et sur Motorola (68xx et 69xx). CP/M se vendra à un quart de million d'exemplaires,.
En 1976, lui et sa femme Dorothy (es) créent leur propre société, Digital Research Inc. (DRI), première d'un nouveau modèle d'affaires.
La diversité des ordinateurs conduit à normalisation ; et Kildall introduit le concept de BIOS.

### Échec du «contrat du siècle» avec IBM
En 1980, Digital Research rate ce qui est considéré comme le « contrat du siècle » avec IBM. 1981 est en effet la date de sortie de l'IBM PC, un ordinateur personnel. IBM, convaincu que ce type d'ordinateur serait un échec commercial[réf. nécessaire], décide d'acheter un système d'exploitation plutôt que de le développer. CP/M étant le système d'exploitation alors le plus répandu pour les micro-ordinateurs, on approche Digital Research pour rencontrer Gary Kildall.
Les pourparlers entre Kildall et les représentants d'IBM n'aboutiront pas, ce qui offrira à Bill Gates (de Microsoft) l'occasion de remporter ce marché. Kildall, pour sa part, restera stigmatisé comme celui qui a raté le contrat du siècle.
Il circule plusieurs versions de l'histoire.
- Bill Gates reçoit d'abord les représentants d'IBM. Pour le système d'exploitation, il les aiguille vers Digital Research, la société de Gary Kildall, ne pensant qu'à fournir ce qui est la spécialité de sa société, les langages de programmation et notamment le BASIC[10].
- Kildall, passionné d'aviation, aurait fait attendre les représentants d'IBM plusieurs heures (il pilotait alors son avion personnel)[11]. Cette version a été démentie en 2007 par le journaliste britannique Andrew Orlowski[12].
- Ce serait Dorothy, la femme de Kildall, qui aurait reçu les représentants d'IBM. Ceux-ci, avant de commencer la discussion, auraient exigé que DRI signe un accord de non-divulgation interdisant de révéler quoi que ce soit de leur entretien. Dorothy, avocate, aurait refusé de signer le document.
- Gary Kildall et Tom Rolander (en) ont effectivement pris l'avion privé de Kildall pour livrer de la documentation CP/M à un client du côté de la baie de San Francisco. Ils sont cependant revenus à temps pour participer à la réunion avec IBM. Selon Rolander, la réunion s'engage mal. Tout d'abord, IBM veut faire signer un accord de non-divulgation : toute information communiquée par IBM à Digital Research doit être tenue secrète, au point que Digital Research aurait à nier l'existence même de la réunion. Par contre, les informations communiquées par DRI à IBM tombent dans le domaine public. De plus, IBM veut acheter CP/M à Digital Research pour un prix fixe, quel que soit le nombre d'exemplaires vendus, alors que Digital Research préfère de loin toucher des redevances pour chaque exemplaire. Finalement IBM ne veut en aucun cas garder le nom de CP/M pour son système d'exploitation, insistant pour l'appeler PC-DOS (même s'il est entièrement écrit par Digital Research). Tous ces éléments déplaisent fortement à Kildall[13].

Les principales pierres d'achoppement sur lesquelles on s'accorde sont l'accord de confidentialité et la question des redevances.
Constatant le mécontentement des envoyés d'IBM envers Gary Kildall et Digital Research, et voyant l'occasion de pénétrer le marché des systèmes d'exploitation, Bill Gates se ravise et propose à IBM de fournir un système d'exploitation ; il ira pour sa part le chercher (sans raconter toute l'histoire) dans une société qui a adapté CP/M sous le nom de 86-DOS,,,.
Après la sortie de l'IBM PC, Kildall examine MS-DOS et considère que c'est un plagiat de CP/M. Il menace IBM d'un procès. IBM (qui avait probablement été dans l'ignorance de toutes ces manœuvres) trouve l'accord suivant : l'acheteur de l'IBM PC pourra choisir d'installer soit MS-DOS (sous le nom de PC-DOS) soit CP/M. Mais PC-DOS est vendu à 40 $ alors que CP/M l'est à 240 $ : le choix de l'utilisateur est vite fait.
Ce n'étaient pas les derniers déboires de Kildall dus à une jurisprudence absente ou imprécise. DRI dut volontairement mutiler gravement une de ses créations, Graphical Environment Manager (GEM), parce qu'Apple, qui considérait avoir un copyright sur l'icône de la poubelle par exemple, pouvait intenter des procès sur beaucoup d'autres points.

### Un homme défait
Kildall aurait préféré jeter l'éponge, et n'avoir d'image que celle d'un développeur, mais il se trouvait sans cesse comparé à Bill Gates, et le souvenir de ses contributions s’effaçait au fil des années. Il était las de devoir démentir la rumeur selon laquelle il aurait manqué le rendez-vous avec IBM pour des raisons de convenance personnelle ; mais l'humiliation suprême fut pour lui une invitation de l'université de Washington, à l'occasion du jubilé de son département d'informatique, d'assister à une conférence de Bill Gates (un étudiant qui avait renoncé à terminer sa licence de mathématiques à Harvard). Pour toute réponse, Kildall entreprit de rédiger ses mémoires, Computer connections, dont il remit des exemplaires à quelques proches. Il y déplore le manque de reconnaissance envers les développeurs de logiciel, et décrit ainsi Bill Gates : « Il divise ; il est manipulateur, c'est un profiteur. Il a beaucoup emprunté, à l'industrie informatique et à moi-même. » Dans une annexe, il qualifie le système DOS de « vol pur et simple », et indique en forme de démonstration que les 26 appels système accomplissent exactement les mêmes traitements que ceux de CP/M,. Il y accuse d’ailleurs IBM d'avoir gonflé le prix de CP/M-86 pour favoriser DOS.
Sir Harold Evans s'est servi de nombreux souvenirs inédits pour le chapitre qu'il consacre à Kildall dans son essai de 2004 They made America, où il estime qu'en effet Microsoft a pillé les inventions de Kildall. Cet exposé a été dénoncé depuis, par d'anciens développeurs d'IBM, comme « partial et de parti-pris ». Par contre, en 2007, un tribunal, considérant que les faits étaient décrits correctement, n'a pas retenu l'accusation de diffamation portée contre Sir Harold.

### Fin de vie
De 1983 à 1990, Kildall coprésente, avec Stewart Cheifet, l'émission Computer Chronicles ; il cesse d'être un inconnu pour le grand public.
De plus, la vente de Digital Research à Novell fait de Kildall un homme riche : il déménage dans la banlieue de West Lake Hills à Austin. Sa maison, avec un garage pour ses voitures de course et un studio vidéo au rez-de-chaussée, donne sur le lac. Il a un jet privé, et un yacht pour naviguer sur le lac. Philanthrope, il s'engage dans l'aide aux enfants atteints du sida. Il possède en outre, non loin du siège social de Digital Research, un  manoir à Pebble Beach en Californie avec vue panoramique sur l’océan.
Gary Kildall meurt le 11 juillet 1994 des suites d'un incident non élucidé survenu trois jours auparavant dans un bar de motards de Monterey en Californie.
Ses enfants, Scott (en) et Kristen, écriront, en publiant sur le Web la première partie de ses mémoires : « Notre père incarnait une définition du succès qui peut être une leçon pour nous tous : elle met les inventions, les idées et l'amour de la vie comme but ultime, avant les profits,. »

## Contributions
- Kildall[24] a conçu et débogué le code grâce auquel l'industrie des micro-ordinateurs s'est déployée. Plein d'entregent, sûr que les ordinateurs devaient être accessibles à tous, il partageait largement son expérience et son enthousiasme.
- Il a fondé, en 1976, Digital Research Inc., qui :
  - introduit les systèmes d'exploitation avec fenêtres,
  - introduit le multitâche préemptif (Concurrent CP/M),
  - introduit les interfaces à menus,
  - crée pour les disquettes :
    - les premières méthodes de mise en tampon,
    - les algorithmes de lecture anticipée (read-ahead),
    - les caches de répertoires et les émulateurs de disques en mémoire vive.
- Il a défini le premier langage et écrit le premier compilateur pour microprocesseurs (PL/M).
- Il a écrit le premier système d'exploitation pour microprocesseur (CP/M).
- Il a développé un des premiers jeux d'arcade et la première interface informatique pour disques optiques, qui allait rendre possible le multimédia. Il a pavé la voie à la première encyclopédie à usage général sur cédérom grâce à son développement d'un système de fichiers et celui de structures de données.
- La première architecture à système ouvert lui est due. En isolant les appels au matériel grâce au concept de BIOS, il a rendu possibles les applications indépendantes du matériel, et par conséquent l'industrie des applications tierces.

## Œuvres
Les œuvres données ici ne comprennent pas les créations informatiques.
- Experiments in large-scale computer direct access storage manipulation, mémoire de maîtrise, Université de Washington, 1968 (OCLC 228411681)
- Global expression optimization during compilation, thèse, 1972 (OCLC 9545471)
- (avec Stewart Cheifet) « [Women in computing] », Reston, Va., AFIPS Press, coll. « Computer Chronicles », 1985 [VHS]
- [K1994] « Computer connections — People, places and events in the evolution of the personal computer industry », sur Musée de l'histoire de l'ordinateurPremière partie des mémoires de Kildall, jusqu'à la création du compilateur PL/1.

## Compléments